# Carl Scheffer
Carl Henric Ulric Scheffer, född den 16 juni 1858 i Säters socken, Skaraborgs län, död den 21 oktober 1929 i Djursholms Ösby, Danderyds församling, Stockholms län, var en svensk militär. Han tillhörde ätten Scheffer och var far till Gunnar Scheffer.
Scheffer blev underlöjtnant vid Skaraborgs regemente 1877, löjtnant där 1884 och kapten där 1897. Han befordrades till major vid Västernorrlands regemente 1905 och till överstelöjtnant vid Jämtlands fältjägarregemente 1909. Scheffer var överste och chef för Västernorrlands regemente 1913–1918 samt chef för 12. infanteribrigaden 1917–1918. Han blev riddare av Svärdsorden 1899 och kommendör av andra klassen av samma orden 1916. Scheffer vilar på Djursholms begravningsplats.